# Mandeísmo
El mandeísmo o mandeanismo (en mandeo: ࡌࡀࡍࡃࡀࡉࡉࡀ mandaiia; en árabe: مَنْدَائِيَّة‎, romanizado: Mandāʾīyah), es una religión del Cercano Oriente, originaria de la región del río Jordán. El mandeísmo es una religión gnóstica con una cosmología fuertemente dualista. Sus adherentes, los mandeístas, veneran a Adán, Abel, Set, Enós, Noé, Sem, Aram y especialmente a Juan el Bautista. Los mandeos han sido contados entre los pueblos semitas y hablan un dialecto del arameo oriental conocido como mandeo. Se dice que el nombre de mandeísmo proviene del arameo (en arameo: מַנְדַּע‎, romanizado: manda, lit. '[nosotros] sabemos') que significa  «conocimiento», como la palabra griega gnosis. Entre sus adherentes, el término mandeo se refiere sólo a los laicos, en tanto que los sacerdotes son a veces llamados nasoreanos. Dentro del medio oriente, pero fuera de su comunidad, se les conoce comúnmente como los Subba (en árabe: صُبَّة‎, romanizado: Ṣubba; en singular Ṣubbī) o sabianos o sabeos. El término Subba se deriva de la raíz aramea relacionada con el bautismo, que en neomandeo es Sabi. A raíz de ello, las comunidades mandeas en la diáspora se autodenominan con frecuencia «sabeos mandeos». Ocasionalmente, y de manera errónea, los mandeos son llamados «cristianos de San Juan», tras su encuentro inicial con misioneros católicos a mitad del siglo XVI.
En el Corán, los sabiún (en árabe: الصَابِئُون‎, romanizado: aṣ-Ṣābiʾūn) son mencionados tres veces junto con judíos y cristianos. La mayoría de estudiosos críticos hoy creen que este término se refiere a los sabeos, un grupo religioso abrahámico que seguía a Jesús y que no estaba relacionado con los mandeos (quienes rechazan a Jesús). La confusión entre los dos grupos ocurre principalmente entre quienes no hablan árabe, para los cuales la palabra coránica aṣ-Ṣābiʾūn (de la raíz ص ب أ) parece similar a la palabra Ṣubba (de la raíz ص ب ب). Es preciso llamar la atención sobre el hecho de que ninguno de estos dos grupos tiene tampoco relación alguna con el antiguo pueblo (y lengua) de los sabeos, que habitaban entonces el Yemen, y que esta confusión tampoco existe en lengua árabe: (en árabe: السبأيون‎ as-saba’iyūn). En todo caso, entre los estudiosos modernos de habla hispana se ha tendido a mantener la ambigüedad del término "sabeos", usándolo como sinónimo del etnónimo de los actuales "mandeos".
De acuerdo con la mayoría de estudiosos, el mandeísmo se originó en algún punto en los primeros tres siglos después de Cristo, bien en Mesopotamia sudoccidental o en el área siro-palestina. Sin embargo, algunos estudiosos han adoptado la perspectiva de que el mandeísmo es más antiguo y data de tiempos precristianos.
La religión ha sido practicada principalmente alrededor de los ríos Karun, Éufrates y Tigris y los ríos que rodean el canal del río Shatt-al-Arab, parte del sur de Irak y de la provincia de Juzestán en Irán. Se cree que hay entre 60 y 70 mil mandeos en el mundo. Hasta la Guerra de Irak, casi todos vivían en Irak. Muchos iraquíes mandeos han escapado de su país desde entonces debido al caos creado por la invasión de Irak en 2003 y la subsiguiente ocupación por fuerzas armadas de los EE. UU., así como el aumento relacionado en la violencia sectaria por parte de extremistas musulmanes. Para 2007, la población de mandeos en Irak se había reducido a aproximadamente 5000.
Los mandeos se han mantenido separados e intensamente reservados. Los informes sobre ellos y su religión han provenido principalmente de autores ajenos a la comunidad, particularmente Julius Heinrich Petermann, un orientalista así como de Nicolas Siouffi, un cristiano sirio que fue vicecónsul francés en Mosul en 1887, y la antropóloga cultural británica Lady E. S. Drower. Existe una descripción más antigua, si bien llena de prejuicios, hecha por el viajero francés Jean-Baptiste Tavernier en la década de 1650.
Fundada sobre bases gnósticas, la religión mandeísta incorporó otros elementos. Cuenta con creyentes en ciertas zonas de Irak,  Irán, y otros países donde ha llegado por las persecuciones. Está dirigida por la casta sacerdotal de los nasoreanos (nombre por el que también eran conocidos). Esta casta sacerdotal se divide en dos tipos, los iniciados al más alto nivel denominados ganzibra (tesoreros) y otros con menor rango de iniciación, llamados tarmidia (discípulo) y utilizan como lengua litúrgica un dialecto arameo oriental hoy ya sólo entendido por sacerdotes. El alfabeto mandeo guarda el más estrecho paralelismo con las inscripciones elymaicas de Tang-i-Sarwäk en Juzestán (siglo II).

## Textos sagrados
Ninguno de los manuscritos que quedan de los libros sagrados mandeos son anteriores al siglo XVI, aunque parte del material recogido puede datarse al menos hasta el 700 d. C.. Sin embargo, partes considerables, por ejemplo, del Guinza y El libro de Juan son fechables en época islámica, ya que mencionan a Mahoma y la expansión del islam. Sus libros litúrgicos y sagrados son:
- Ginza (‘tesoro’), llamado también El gran libro y, en Europa, Libro de Adán. Comprende dos partes principales: Ginza de derecha (compuesto por dieciocho opúsculos de mitología y cosmología principalmente) y Ginza de izquierda o Libro de las almas (más reducido, y que trata de la ascensión del alma al reino de la luz; sus himnos son recitados en la misa de difuntos o masiqta). Todavía no existe edición crítica del texto.
- El libro de Juan o Libro de los ángeles, heterogénea colección de 37 obras, extensas o breves, de contenido principalmente mitológico, en el que destaca ante todo un opúsculo sobre Juan el Bautista y otro referente a la llegada de un mensajero celestial (Amos) a Jerusalén.
- Qolasta (‘antología’), también llamado Cantos e himnos para el bautismo y la ascensión, un libro de himnos religiosos, cantos y oraciones acompañados de las instrucciones pertinentes para los ceremoniales para el bautismo y la misa de difuntos, dos de los ritos más importantes de esta religión.

Otros escritos importantes, los llamados Rollos secretos, fueron publicados por E. S. Drower: Diwan Abatur (Ciudad del Vaticano, 1950); se trata de una descripción de la esfera demoníaca de los planetas; el Diván de la gran revelación, llamado también The Haran Gawaita and the Baptism of Hibil-Ziwa (ibid. 1953); las voluminosas Mil y doce cuestiones (The Thousand and Twelve Questions, 1960), compilación que consta de siete partes destinada a los religiosos y novicios; un ritual para ordenación de sacerdotes (o coronación): The coronation of the great Niflam (Lei, 1962); un tratado de astrología, Sfar Malwase; los rituales del bautismo y del matrimonio y A pair of nasoraean commentaries (Lei 1963), comentarios divididos en dos partes: el Primer gran mundo y el Primer pequeño mundo.

## Historia
La más temprana alusión literaria a la secta se debe a Teodoro Bar Khonai (792 d. C.), heresiólogo de Siria oriental que en su Libro de los escolios extrae varias citas del Ginza. En esta religión se oponen un reino de la luz y un reino de la oscuridad. El demiurgo de esta religión es Ptahil, hijo de Abathur y enfrentado a Ruha y sus hijos, los signos del Zodiaco, y los demonios. Ptahil hizo un mundo que contiene mucha luz, pero las continuas interferencias de Ruha y sus hijos estropearon su trabajo. El teólogo Richard August Reitzenstein consideraba que el mito redentor surgió de las religiones iranias, entre las que se incluía el mandeísmo. Mark Lidzbarski consiguió demostrar que se habla de un redentor en el Ginza del mandeísmo. Es el «conocimiento de la vida» (manda da hayye), que baja a la Tierra para redimir a las almas que han sido cautivadas por el poder de las tinieblas y encerradas en el cuerpo del hombre, elaborado por las fuerzas de la oscuridad, Ruha, los signos del Zodiaco y los demonios y por lo tanto perteneciente al reino de lo oscuro, y así devolverlas al reino de la luz, a donde pertenecen. En su retorno, las almas deben asimilar este mito y superar una gran serie de puestos de guardia (mattaratha), montados por los demonios para secuestrarlas e impedirlo; sólo se pueden superar con la preparación que usa el ritual mandeo, cuya parte central es el recitado del mito y el bautismo en agua viva, es decir, que corra, porque fluye del reino de la luz, bautismo que se repite cada cierto tiempo, pues solo por él el alma se mantiene limpia de la mancha de la materia. Otros elementos simbólicos, como entre ellos una túnica blanca, una corona y un báculo, se usan en el rito. El sacerdote al final saca del agua al alma con la mano derecha.
La dificultad en el estudio de este material es que no se logra encontrar referencias anteriores al siglo VII; sin embargo, el egiptólogo sueco T. Säve-Söderbergh ha podido probar que algunas partes de los himnos mandeos existían ya en el siglo III comparándolos con textos maniqueos paralelos. También es probable que la redacción más antigua de los himnos date de los siglos III o IV según R. Macuch. Posterior parece la tradición de considerar a Juan el Bautista como el verdadero Mesías; Jesús de Nazaret es considerado un falso mesías. Un símbolo del mandeísmo es la "darfash", una cruz con cintas de tela.
Los misioneros portugueses en Irak los designaron erróneamente «cristianos de san Juan», aunque los mandeos nunca han aceptado a Jesús, a quien consideran un traidor que fue crucificado por Dios como castigo por volverse contra Juan el Bautista.
Se trata de una religión sincrética en donde aparece un dualismo de tradición mazdeísta que presenta el mundo de la luz y el de las tinieblas y otros elementos de las tradiciones mesopotámicas también presentes en los relatos bíblicos.

## Creencias

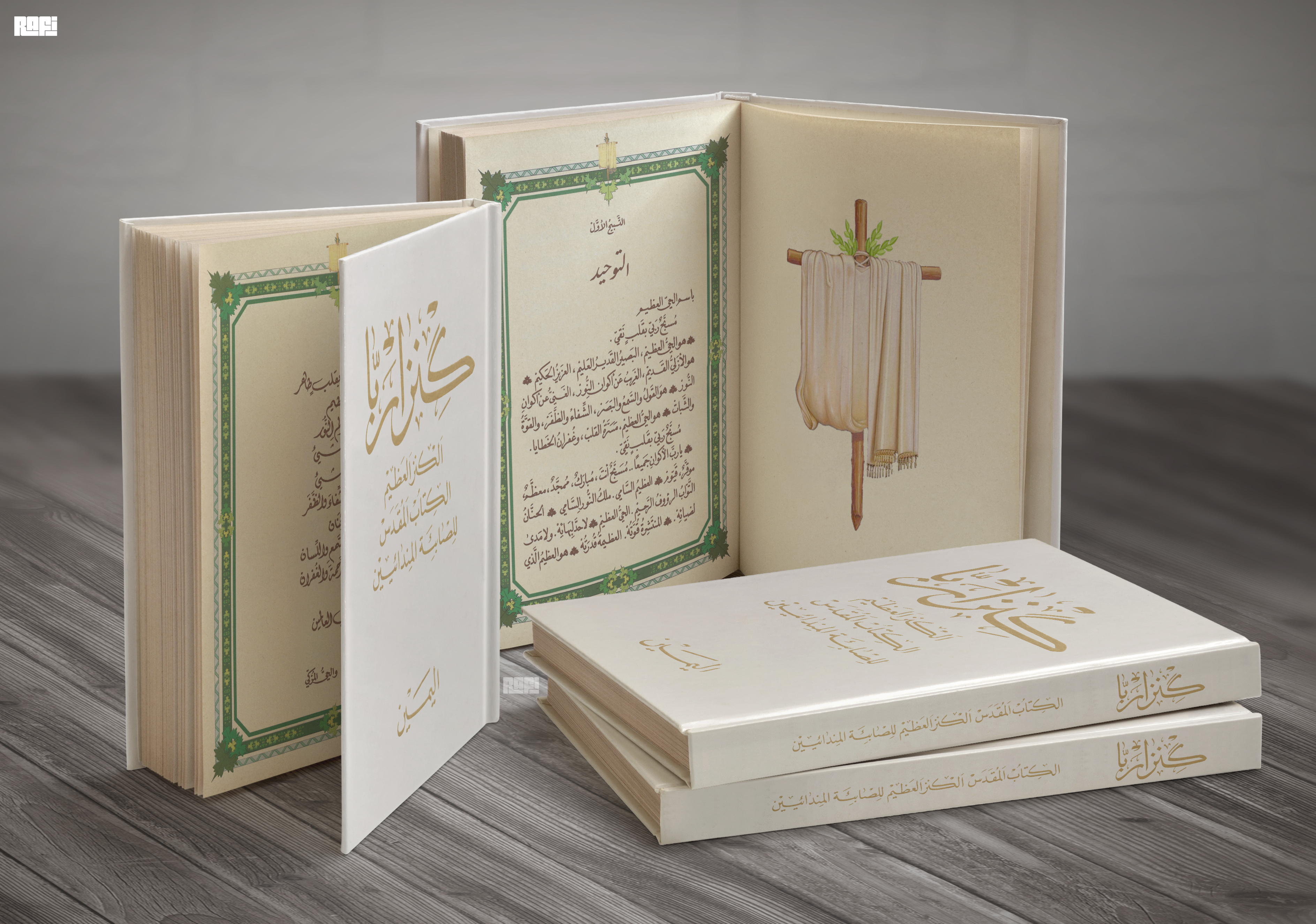
El Ginza Rabba en idioma árabe.

El mandeísmo, como la religión del pueblo mandeo, se basa más en la herencia común que en un conjunto particular de credos y doctrinas religiosas. El corpus de la literatura mandea, si bien extenso, abarca temas como escatología, el conocimiento de Dios y la vida después de la muerte, pero de una manera no sistemática. Más aún, le es conocida sólo a la clase sacerdotal y a algunos laicos. De esta manera, como afirma Häberl, la compleja teología de los mandeos evita cualquier intento de generalización, si bien hay algunos rasgos de su fe que permiten compararlos y contrastarlos con otras fes de la misma región.
Los orígenes de los mandeos como una comunidad religiosa distinta y su historia temprana permanecen envueltas en mitos y leyendas que ocurren en un territorio que es familiar a judíos, cristianos y musulmanes. De acuerdo con sus propias tradiciones, la suya fue una fe revelada primero a Adán, el primer hombre, y preservada por una parte de sus descendientes hasta el día de hoy a través de una serie de destrucciones periódicas, de las cuales el diluvio fue el tercero y más reciente. Como en la Biblia y en el Corán, Noé (Nuh) y su familia inmediata fueron los únicos supervivientes humanos del diluvio, y es a través de su hijo Sem (Shum) que desciende la comunidad contemporánea, todas las demás razas derivando de sus otros hijos. Curiosamente, los mandeos también cuentan a los egipcios entre sus ancestros, y por medio de una extraordinaria inversión hermenéutica son los israelitas y no los egipcios los que hacen el papel de villanos en su narración del éxodo de los israelitas de Egipto.

### Principios fundamentales

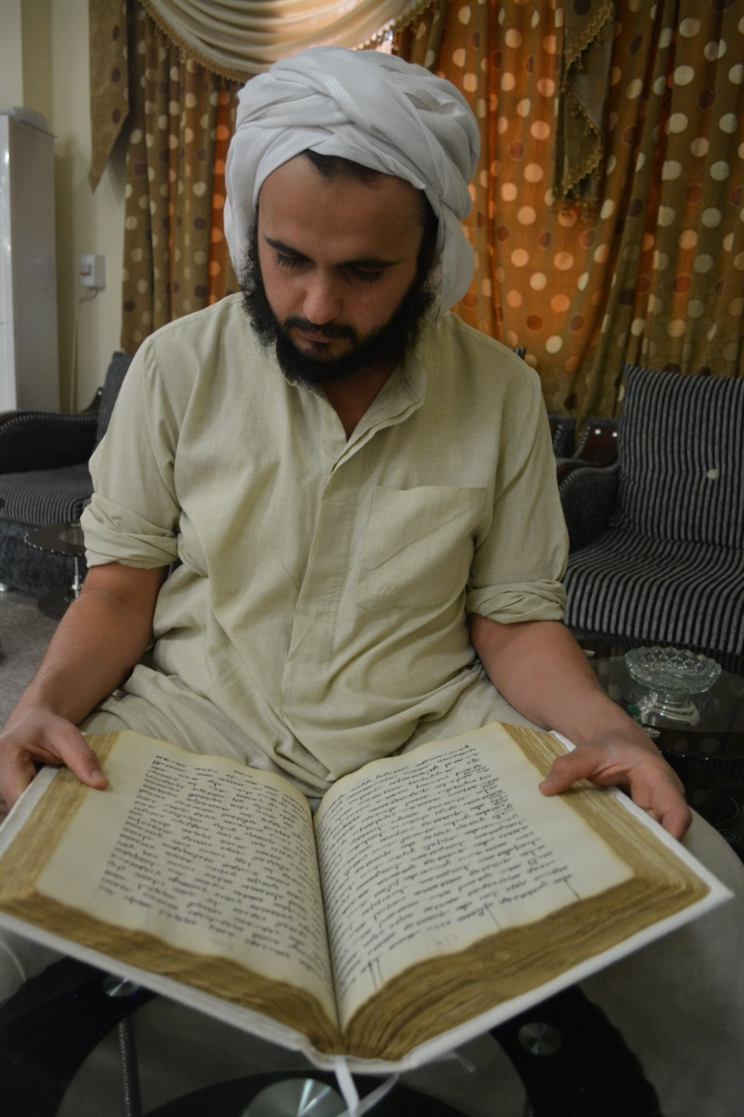
Sacerdote mandaeano lee un texto religioso, Bagdad, Irak, 2008

De acuerdo con la antropóloga E. S. Drower (1960), la Gnosis Mandea se caracteriza por nueve rasgos, que aparecen en formas varias en otras sectas gnósticasː
1. Una Entidad suprema sin forma, cuya expresión en el tiempo y en el espacio es la creación de mundos y seres espirituales, etéricos y materiales. Esta entidad suprema delega a seres que ella misma ha creado la creación de los mundos materiales y espirituales. El cosmos es creado por el Hombre Arquetípico, quien lo produce en semejanza a su propia forma.
2. Dualismo, manifestado en oposiciones binarias como un Padre y Madre cósmicos, Luz y Oscuridad, Derecha e Izquierda, sizigia en forma cósmica y microcósmica, material y espiritual.
3. Como un rasgo de este dualismo, contra-tipos, un mundo de ideas.
4. El alma es descrita como una exiliada o cautiva, prisionera en el  mundo material; su hogar y origen son la Entidad suprema a la que finalmente regresa.
5. Los planetas y estrellas influyen en el destino y en los seres humanos, y son también lugares de detención después de la muerte.
6. Un espíritu(s) salvador(es) que asisten al alma en su viaje a través de la vida y después de ella a los "mundos de luz."
7. Un lenguaje-culto de símbolos y metáforas. Las ideas y cualidades son personificadas.
8. "Misterios," es decir, sacramentos que ayudan y purifican el alma, para asegurar el renacimiento en un cuerpo espiritual y su ascensión desde el mundo material. Son con frecuencia adaptaciones de ritos estacionales y tradicionales existentes a los cuales se añaden interpretaciones esotéricas. En el caso de los nasoreanos, esta interpretación se basa en la historia de la creación (ver puntos 1 y 2), especialmente el Hombre Divino, Adán, en tanto coronado y ungido Rey-sacerdote.
9. Gran confidencialidad y secreto se usan entre los iniciados. La explicación completa de los puntos 1, 2 y 8 está reservada a aquellos considerados capaces de entender y preservar la gnosis.

## Mandamientos
Los mandeos obedecen diecisiete mandamientos:
1. No blasfemar.
2. No asesinar.
3. Abstenerse de todo adulterio.
4. No robar.
5. No mentir.
6. No prestar falso testimonio.
7. Abstenerse de deslealtad y deshonestidad.
8. Abstenerse de toda lujuria.
9. No practicar magia y brujería.
10. No circuncidarse.
11. Abstenerse de bebidas alcohólicas.
12. No practicar la usura.
13. No llorar la muerte.
14. No comer animales muertos, embarazados o atacados por otros animales furiosos ni sangre.
15. No divorciarse (salvo en casos excepcionales).
16. No suicidarse ni abortar.
17. No autotorturarse ni practicar abstinencia.

Un rasgo curioso es que la continencia se considera impiedad y quien no engendra hijos no tendrá un lugar en el cielo, por lo cual el matrimonio es obligatorio y la poligamia está permitida. 

### Cosmología
Como se describió antes, la teología mandea no es sistemática. No existe un único relato acreditado de la creación del cosmos, sino en cambio una serie de varias versiones. Algunos estudiosos, como Edmondo Lupieri, sostienen que comparar estas versiones diferentes puede revelar las diversas influencias religiosas de las que se han nutrido los mandeos y las maneras en las cuales la religión mandea ha evolucionado con el tiempo.
En contraste con los textos religiosos de las sectas gnósticas occidentales originalmente halladas en Siria y Egipto, los textos religiosos mandeos más antiguos sugieren una teología más estrictamente dualista, típica de otras religiones iraníes como el zoroastrismo, el zurvanismo, el maniqueismo y las enseñanzas de Mazdak. En estos textos, en vez de un amplio pléroma, hay una división discreta entre luz y oscuridad. El Dios mandeo es conocido como Hayyi Rabbi (El Gran Dios Viviente). Otros nombres usados son Mare d'Rabuta (Señor de Grandeza) y Melka d'Nhura (Rey de Luz).
Ptahil, la tercera emanación, por sí sólo no constituye el demiurgo sino que sólo cumple con ese rol en tanto es el creador del mundo material. En cambio, Ptahil es el grupo más bajo de tres emanaciones, las otras dos siendo Yushamin (primera emanación, también conocida como Joshamin) y Abatur, la segunda emanación. El papel demiúrgico de Abatur consiste en que se sienta a emitir juicio sobre las almas de los mortales. El papel de Yushamin, la primera emanación, es más oscuro, creyendo crear un mundo él mismo, fue severamente castigado por oponerse al Rey de Luz. El nombre puede derivarse de Iao haš-šammayim (en hebreo: Yahweh "de los cielos").
Si bien los mandeos están de acuerdo con otros gnósticos en que el mundo es una prisión gobernada por los arcontes (entidades demoniacas) planetarios, no lo ven como cruel e inhóspito.

### Profetas principales

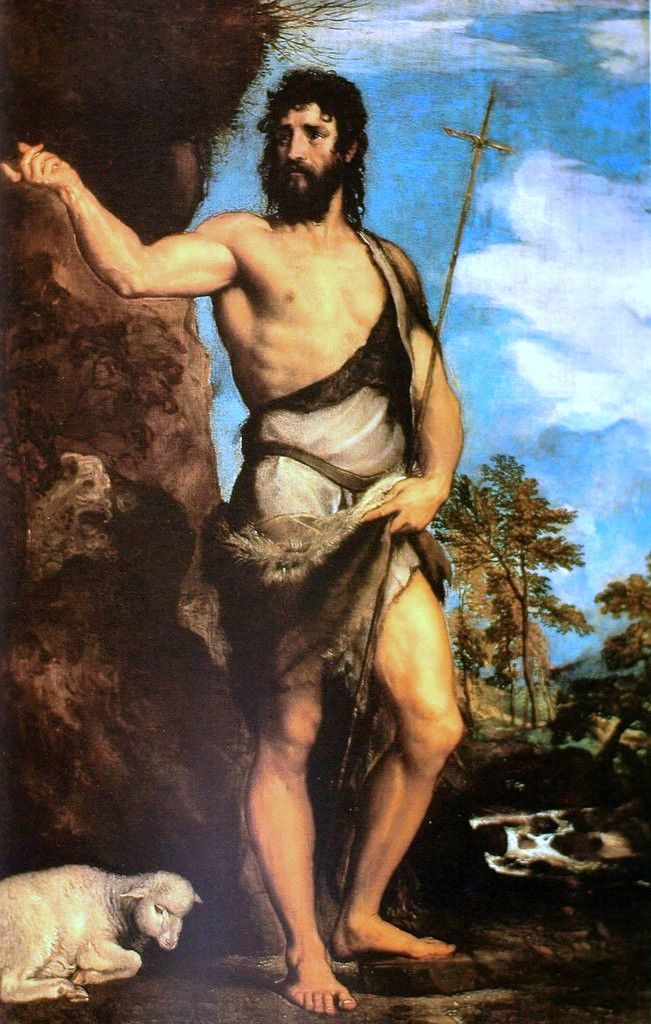
Juan el Bautista, Tiziano.

Los mandeos reconocen varios profetas. A Yahia-Yohanna, conocido en el cristianismo como Juan el Bautista, se le da un estatus especial, mayor que su rol en el cristianismo y el islam. Los mandeos no consideran a Juan como el fundador de su religión, pero le veneran como uno de sus más grandes maestros, remontando sus creencias hasta Adán.
Los mandeos no creen en Abraham, Moisés o Jesús, pero reconocen otras figuras proféticas de las religiones abrahámicas como Adán, su hijo Set y su nieto Anush (Enós), así como Nuh (Noé), sus descendientes Sam (Sem) y Ram (Aram). Consideran a los últimos tres como sus ancestros directos.
De igual manera, Los mandeos tampoco reconocen al Espíritu Santo del Talmud y la Biblia, a quien conocen en mandeo como Ruha, Ruha d-Qudsha, o Ruha Masțanita. En vez de verlo como un espíritu santo, le ven negativamente como la personificación de los elementos más bajos, emocionales y femeninos de la psique humana.

## Mandeísmo y cristianismo
El núcleo del mandeísmo es un mito ligado al antiguo misterio iranio de la redención, mito que aparece con distintas expresiones en los sistemas gnósticos refutados por los Padres, por ejemplo Hipólito e Ireneo, y en diversos vestigios gnósticos, como Pistis sophia, las Odas de Salomón, los Hechos de Tomás y en la literatura hermética. Según algunos autores este mito es precristiano y forma el fundamento de la doctrina cristiana, en cuanto al ritual, consideran que fueron formulados por Juan el Bautista.En esta interpretación, los mandeos  son los sucesores de la secta baptista a la que se alude en Hechos de los Apóstoles, XVIII, 24 - XIX, 7. El cristianismo surgió de esta secta baptista[cita requerida]y sus miembros eran llamados nazoreos, nombre con el que se designan a sí mismos los mandeos en sus escrituras sagradas.

## Mandeísmo e islamismo
El Corán establece que la humanidad se divide en tres grupos, los fieles musulmanes, la Gente del Libro y los infieles (paganos idólatras). La gente del libro son los judíos, cristianos y sabeos, a quienes se les debe permitir practicar su religión discretamente. Nunca fue bien establecido quiénes eran los sabeos ya que en Yemen existía un culto relativamente monoteísta que adoraba a los astros y era denominado sabeísmo, culto al que según la tradición pertenecía Abraham antes de volverse monoteísta. No obstante, la llegada de sabeos de Yemen a Mesopotamia, Irak, generó una mezcla en la cual los ritos caldeos fueron confundidos con los mandeos. Así, a los mandeos se les relacionó erróneamente con los sabeos. Los mandeos insistieron ser ellos los sabeos mencionados en el Corán, lo cual en general ha sido aceptado.

## Mandeos y gnósticos
Para algunos, los mandeos son los últimos gnósticos antiguos que quedan. Su religión y sus ideas son bastante similares a la gnosis y, en todo caso, mandeo deriva de la palabra aramea manda, que significa ‘conocimiento’ (gnosis en griego), o más literalmente ‘[nosotros] conocemos’. Otros eruditos aseguran que los mandeos son los últimos remanentes de los esenios, algunas escuelas esotéricas consideran que Jesús perteneció a los esenios y a los nasoreanos.

## Mandeísmo en la actualidad
De un estimado de 50.000 a 70.000 previo a la reciente guerra de Irak sólo quedan en Irak e Irán entre 5000 y 7000 mandeos. Muchos han huido de los asesinatos, violaciones, conversiones forzadas y confiscación de bienes por parte de extremistas islámicos de Irak, a Jordania, Siria, Turquía, Egipto, Europa, y otros a los Estados Unidos, donde pasan de unos mil, según un informe difundido recientemente por la Sociedad Mandeísta de Estados Unidos, con sede en Nueva Jersey.